# Seki Matsunaga
Pour les articles homonymes, voir Matsunaga.
Seki Matsunaga (松永 碩, Matsunaga Seki), né le 25 juin 1928, dans la préfecture de Shizuoka, au Japon, et mort le 4 mars 2013, est un footballeur japonais.